# Персидский, Константин Иванович
Константин Иванович Персидский (1954, Керчь — 2008, Москва) — советский и русский художник, мастер полифонического жанра в живописи, член Союза художников России с 1987 года. (секция живописи), Творческого союза художников, Австрийской АРТ-Ассоциации и Московского союза художников (секция скульптуры).

## Биография
Родился в 1954 году в городе Керчь. В 1973 году окончил Запорожскую художественную школу и Днепропетровское художественное училище. Продолжил учёбу в МВХПУ, которое окончил в 1979 году. После окончания принял приглашение МВХПУ и в 1980 году начал преподавать на кафедре академического рисунка, доцент. Группы, в которых преподавал К. И. Персидский неоднократно отмечались ректоратом и кафедрой рисунка.
В 1999—2002 годах — президент Международной общественной организации «Солнечный квадрат».
В 1992, 1993 годах — участник первой и комиссар второй экспедиции российских художников в Гималаи. Делегат от России и комиссар Российского раздела на IX и X «Азия Арт-Биеннале» в Дакке (Бангладеш).

## Творчество
Выставочную деятельность начал с 1978 году. Участник многих всесоюзных, всероссийских, зональных, городских и персональных выставок. Был постоянным участником Арт-симпозиумов Австрийской Арт-Ассоциации «Кошута» (Клагенфурт, Австрия).
За творческие работы удостоен благодарности от Оргкомитета Евросоюза. Участник многих международных выставок, Арт-ярмарок, Арт-симпозиумов (Индия, Бангладеш, Сербия, Австрия, Франция, Люксембург, Швеция).
Награжден медалью Шолохова, дипломами СХ России, Академии художеств и др. Работы К. И. Персидского находятся в ГТГ, ГРМ, ММСИ, Пермской государственной галерее, Белозерском историко-художественном музее, художественных музеях Волгограда, Брянска, Сочи, Вологды, Салехарда, Череповца, в коллекции «Bank of America», коллекции Н. Рао (Индия), коллекции В. Тайзена, собрании В. Эдмонда (Люксембург) и др. частных собраниях России, Швейцарии, Франции, Австрии, Швеции, США, Германии и др.
Персональные выставки
1996 — Midsommardarden, Стокгольм (Швеция)
1997 — Московский областной Союз скульпторов (совместно с Г. Александровым)
1998 — Bramsplatz-gallery, Вена (Австрия)
1999 — Российский Культурный центр им. А. С. Пушкина, Люксембург, Российский Культурный, Дакка (Бангладеш) 2001 — Honor Kempton Saal, Люксембург
2001, 2002 — Российский Культурный центр, Дакка (Бангладеш)
2003 — Herdin-gallery, Сарлат (Франция)
2004 — ГалереяА-3, Москва (Россия)
2006 — Выставочный зал в Тушино
2009 — ЦДХ, Москва
2010 — Галерея Горшина, г. Химки
2013 — Галерея «На Чистых прудах», Москва
Основные творческие работы К.Персидского:
«Автопортрет в Горячем ключе».180х150, холст, смеш.техника 1984 г. (Дирекция выставок СХ России)
«Прощай Витёк». 200х150, холст, смеш.техн. 1988 г. (ГТГ)
«Тобольский Кремль». 150х180, холст, смеш.техн. 1991 г. (Белозёрский ист.-худ. музей-заповедник)
«Табунщик». 65х65, холст, смеш.техн. 1986 г. (собственность автора)
«Большой Урюпинский натюрморт с маленьким хорунжим». 150х200, холст, смеш.техн. 2004 г. (Волгоградский художественный музей)
«Торт». 150х180, холст, смеш.техн. 1997 г. (ГРМ)
«Эмансипация». 75х150, холст, белила, ПВА. 2007 г. (ГРМ)
«Белая ночь в Белозёрске». 80х100, холст, смеш.техн. 1997 г. (ГРМ)
«Этюды по зоологии». 150х180, холст, смеш.техн. 1998 г. (ММСИ)
«Поездка». 140х110, холст, смеш.техн. 1990 г. (Пермская государственная галерея).